# Nestor Lakoba
Nestor Apollonovitsj Lakoba (Russisch: Нестор Аполлонович Лакоба) (Lichni, 1 mei 1893 - Tbilisi, 28 december 1936) was een Abchazisch communistisch politicus.

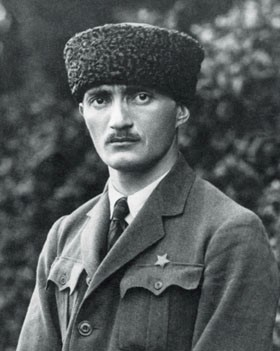
Nestor Lakoba

Na de inval van het Rode Leger in de Democratische Republiek Georgië werd hij in 1921 partijleider in de Abchazische SSR, die tot 1931 een unierepubliek vormde met de Georgische sovjetrepubliek en daarna een autonome deelrepubliek ervan werd.
In 1936 werd Lakoba door Lavrenti Beria door vergiftiging uit de weg geruimd. Beria durfde het niet aan de in Abchazië zeer geliefde Lakoba een showproces aan te doen. Beria's wraak op Lakoba was ingegeven doordat de laatste Grigori Ordzjonikidze in 1932 had ingelicht over laatdunkende uitspraken die zijn rivaal Beria over Ordzjonikidze zou hebben gedaan. Naar wordt aangenomen speelde ook de animositeit tussen Mingreliërs en Abchazen een rol: Beria was een Mingreliër en dwong, tot ongenoegen van de Abchazische partijleiding, Mingreliërs, Russen en Georgiërs zich in Abchazië te vestigen.
Lakoba kreeg een eervolle staatsbegrafenis in Soechoemi, maar viel kort daarna postuum alsnog in ongenade. Zijn broer Michail, die ook in de partij actief was, en zijn weduwe werden vermoord.